# Monastère de Kopan
 (février 2013).
Si vous disposez d'ouvrages ou d'articles de référence ou si vous connaissez des sites web de qualité traitant du thème abordé ici, merci de compléter l'article en donnant les références utiles à sa vérifiabilité et en les liant à la section « Notes et références ».

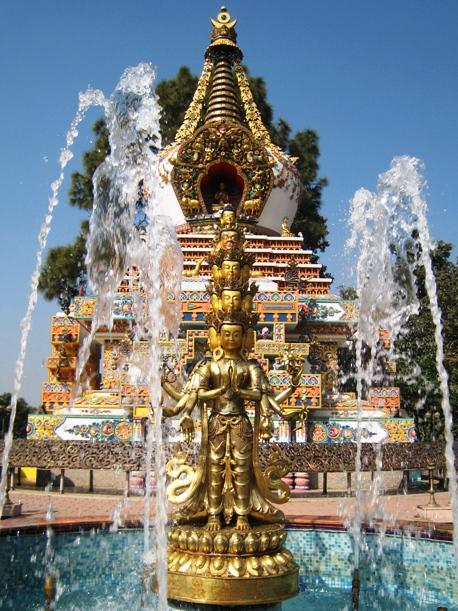
Monastère de Kopan

Le monastère de Kopan est un monastère du Bouddhisme tibétain situé près de Bodnath, à la périphérie de Katmandou, au Népal. Il appartient à la Fondation pour la préservation de la tradition du Mahayana (FPMT), un réseau international de centre de dharma Gelugpa, et a servi autrefois de siège principal. 
Le monastère a été établi par les fondateurs de la FPMT, les lamas Thubten Yeshe et Zopa Rinpoché, qui ont acheté la propriété de l'astrologue de la cour du Népal en 1969. Il porte le nom de la colline sur laquelle il a été construit. 
Kopan est surtout devenu célèbre pour enseigner le bouddhisme aux visiteurs étrangers occidentaux. Le premier de ce qui deviendra les cours annuels de quelques mois (novembre-décembre) de méditation s'est tenu en 1971. Ces cours combinent généralement les enseignements traditionnels de Lam Rim avec des discussions informelles, plusieurs périodes de méditation guidée et un régime végétarien. 
Techniquement, Kopan est aujourd'hui composé de deux institutions séparées : le monastère lui-même, sur la colline de Kopan, et le couvent de Khachoe Ghakyi Ling, situé à proximité. 